# 山木透
山木 透（やまき とおる、1995年1月25日 - ）は、日本の俳優。東京都出身。長良マネジメント所属。身長174cm。靴のサイズは26.5cm。

## 人物
- 趣味はサッカー、殺陣、バック転、ブレイクダンス、バイク。[2]
- 好きな食べ物は苺・海鮮系、好きな色は赤。
- 兄弟は兄が1人。
- 愛用香水はフェラーリのライトエッセンス。ドルチェ&ガッバーナ。
- "透"の漢字表記は芸名である。
- 好きなお酒はハイボール。
- 学生時代の部活動はサッカーを一年。
- 保有している免許は、普通自動車運転免許、普通自動二輪免許。
- 自炊をよくする、X（旧Twitter）にTCT（とーるくっきんぐたいむ）として投稿している。

## 出演

### テレビ・ドラマ
- 『永遠の0』（2015年、テレビ東京）
- 月曜名作劇場『釣り刑事』（2016年、TBS)
- 『ウチの夫は仕事ができない』（2017年、日本テレビ）
- 『マチコミ』月曜日レポーター（2017年～、テレビ埼玉)
- 『カンパニー』  (2018年、スマートボーイズPresents オリジナル新ドラマ)
- 『どうする家康』(2023年、NHK総合) - 成瀬正利 役

### 映画
- 『ビリギャル』（2015年、東宝)

### 舞台
2015年
- 舞台『キミと星空に未来を描いた日2015』（2015年5月13日 - 17日、ラゾーナ川崎プラザソル） - （星空）レイク 役
- 舞台『大安不吉日2』（2015年9月9日 - 21日、レストランパペラ） - 新郎代役 役
- 舞台『Lost in Asia』（2015年11月11日 - 15日、プレヒトの芝居小屋） - ノラン 役
- 舞台『スタッフ・ロール』（2015年12月15日 - 20日、劇場MOMO） - （A）スタッフ 役

2016年
- 舞台『透明少女』（2016年4月9日 - 17日、新宿村LIVE） - （teamEMERALD）前園真樹 役
- 舞台『彼異なるイサン』（2016年5月12日 - 15日、ザムザ阿佐ヶ谷） - 滋野森睦月 役
- 舞台『不滅の恋人』（2016年8月17日 - 21日、下北沢OFFOFFシアター） - 翔平 役
- 舞台『MARKER LIGHT-BLUE マーカライト・ブルー』（2016年10月5日 - 10日、新宿シアターサンモール） - （lune）ギスラン 役

2017年
- ミュージカル『忍たま乱太郎 第8弾 ～がんばれ五年生!技あり、術あり、初任務!!～』（2017年1月7日 - 22日、東京ドームシティーシアターGロッソ） - 久々知兵助 役（座長公演）[3][4]
- 2.5次元ダンスライブ「ツキウタ。」ステージ TRI! SCHOOL REVOLUTION! Ver.WHITE（2017年3月17日 - 26日、博品館劇場） - 大村洋一 役
- NAGARA FESTIVAL 2017 舞台『コンテスト』（2017年5月5日、新宿明治安田生命ホール） - 社交ダンサー 役
- ミュージカル『忍たま乱太郎 第8弾再演 ～がんばれ五年生!技あり、術あり、初任務!!～』（東京公演：2017年6月16日 - 7月2日、池袋サンシャイン劇場/大阪公演：7月21日 - 23日、森ノ宮ピロティホール） - 久々知兵助 役（座長公演）[5]
- ミュージカル『忍たま乱太郎』 第8弾 忍術学園 学園祭（東京公演：9月22日 - 24日、舞浜アンフィシアター / 大阪公演：9月29日 - 10月1日、森ノ宮ピロティホール）- 久々知兵助 役

2018年
- ミュージカル『忍たま乱太郎 第9弾 ～忍術学園陥落!夢のまた夢!?～』（東京公演：1月6日 - 1月21日、東京ドームシティーシアターGロッソ / 愛知公演：2月3日 - 4日、春日井市民会館） - 久々知兵助 役[6]
- 朗読劇『始まりの詩』(3月16日 - 18日、LIVESTAGEhodgepodge)
- ミュージカル『忍たま乱太郎 第9弾再演 ～忍術学園陥落!夢のまた夢!?～』（東京公演：6月15日 - 7月1日、池袋サンシャイン劇場 / 大阪公演：7月12日 - 16日、梅田芸術劇場 シアター・ドラマシティ） - 久々知兵助 役[7]
- 舞台 『LDKミディアム2』(9月12日 - 17日、萬劇場) - 菅井俊 役
- ミュージカル『忍たま乱太郎』 第9弾 忍術学園 学園祭2018（東京公演：10月12日 - 14日、舞浜アンフィシアター / 大阪公演：10月20日･21日、NHK大阪ホール）- 久々知兵助 役
- 劇団た組 舞台 『貴方なら生き残れるわ』(11月21日 - 25日、彩の国さいたま芸術劇場　小ホール) - 薮谷 役

2019年
- 青春歌闘劇バトリズム ステージ『WAVE』(1月25日 - 2月3日、シアターサンモール) - ジン 役
- 劇団た組 舞台『在庫に限りはありますが』(4月10日 - 21日、すみだパークスタジオ倉) - 平野隆志 役
- ミュージカル『忍たま乱太郎 第10弾 ～これぞ忍者の大運動会だ！～』（東京公演：5月10日 - 6月2日、東京ドームシティーシアターGロッソ / 大阪公演：5月31日 - 6月2日、森ノ宮ピロティホール / 愛知公演：6月8日 - 9日、春日井市民会館） - 久々知兵助 役[8]
- スプリングマン『桜田ファミリー物語』(7月3日 - 7月7日、テアトルBONBON） - 井伊リュウジ 役
- 東京印vol.16 舞台『げんせんじゃ～！』～宝や旅館～2019（8月7日 - 8月12日、CBGKシブゲキ!!） - 川治まさる 役
- ミュージカル『忍たま乱太郎 第10弾再演 ～これぞ忍者の大運動会だ！～』（東京公演：10月12日 - 10月27日、東京ドームシティーシアターGロッソ / 兵庫公演：11月8日 - 11月10日、あましんアルカイックホール） - 久々知兵助 役[9]
- 劇団ToyLateLie第10回本公演『君は嘘と知らない』 （12月18日 - 12月22日、新宿シアターモリエール）- 佐藤功一 役

2020年
- ミュージカル『忍たま乱太郎』 第10弾 忍術学園 学園祭（東京公演：1月10日 - 13日、舞浜アンフィシアター / 大阪公演：1月17日 - 19日、COOL JAPAN PARK WWホール） - 久々知兵助 役
- 劇団た組 舞台『誰にも知られず死ぬ朝』（2月22日 - 3月1日、彩の国さいたま芸術劇場 小ホール）- 草野 役
- 『インナーワールドエボリューション 内世界の進化Ⅴ』（4月25日 - 5月6日、銀座博品館劇場）※延期
- 進戯団　夢命クラシックス　♯24 『ファントム・ライセンス』（9月17日 - 20日、シアターサンモール）※中止
- [Otona Project 第三十二弾] 演劇ユニット【爆走おとな小学生】第十四回全校集会『初等教育ロイヤル』赤組（京都公演：12月10日 - 12日、京都劇場 / 東京公演：12月16日 - 17日、シアター1010）※延期 - 山口くん 役

2021年
- 青春歌闘劇バトリズムステージ『INITIO』（1月27日 - 31日、草月ホール）- W主演・ジン 役
- スプリングマン『青春にはほど遠い』（3月24日 - 28日、すみだパークシアター倉）- 木村キリオ 役
- ToyLateLie第13回本公演『息る。』（4月7日 - 11日、池袋シアターKASSAI）- 男2 役[10]
- 舞台『WORLD ～Change The Sky～』（6月27日 - 7月4日、なかのZERO大ホール）[11]
- 舞台『THRee's 』(8月25日 - 31日、シアター1010)  - 袁紹 役 ※中止
- 舞台『一瞬の風になれ』(東京公演:10月20日 - 25日、かめありリリオホール / 相模原公演:11月1日 - 2日、杜のホールはしもと) - 守屋正人 役[12]
- ミュージカル『忍たま乱太郎 第12弾「忍術学園 学園祭」』（12月3日 - 5日、あましんアルカイックホール/12月17日 - 12月23日、明治座 ）- 久々知兵助 役[13]

2022年
- 『新春歌闘劇バトリズムステージ THE LIVE』（1月2日 - 3日） - ジン 役
- 東京印公演vol.22 『雨月』（2月9日 - 13日）　- 陸久 役 ※中止
- 劇団アレン座第七回本公演 『土の壁』（3月9日 - 13日、すみだパークシアター倉） - 颯佑 役[14]
- 劇団たいしゅう小説家 『人生交換』（5月4日 - 8日、萬劇場） - 小林俊人 役[15]
- 男〆天魚vol.8 『遺作』（6月29日 - 7月3日、ザ・ポケット） - スティーブントンプソン・深川 役[16]
- 舞台『WORLD 〜Run for the Sun～』（9月3日 - 11日、こくみん共済 coop ホール／スペース・ゼロ） - 柳原太三 役[17][18]
- 爆走おとな小学生『ヤドリギの妖精たち』（12月16日 - 18日、新宿シアター・ミラクル） - 三浦さん 役

2023年
- 東京印vol.23 舞台『あの春の約束を歩き出す君のために2023』(2月8日 - 12日、ザ・ポケット） - 田中徹 役[19]
- 『ミュージカル 忍たま乱太郎 第13弾 ～ようこそ！ 忍たま文化祭！～』(4月7日 - 23日、シアターGロッソ) - 久々知兵助 役[20]
- ToyLateLie10周年記念 第14回本公演 『人を泣かす事など簡単だという劇作家が、自分を泣かせる話を書いて欲しいと言われたら書けなかった話。』(6月7日 - 11日、中目黒キンケロ･シアター） - 野木洋介 役
- 東京印公演vol.24 舞台 『おにぎりのむすび方 〜全ての物語がここから始まる〜』(9月6日 - 10日、テアトルBONBON) - 坂田文雄 役[21]
- ミュージカル『忍たま乱太郎 第13弾再演 ～ようこそ！ 忍たま文化祭！～』(9月29日 - 10月15日、東京ドームシティシアターGロッソ / 10月20日 - 22日、COOL JAPAN PARK OSAKATTホール) - 久々知 兵助 役[22]
- ミュージカル『忍たま乱太郎 第13弾 忍術学園 学園祭2023』（2023年12月8日 - 10日、TACHIKAWA STAGE GARDEN / 12月15日 - 17日、COOL JAPAN PARK OSAKA TTホール） - 久々知兵助 役[23][24]

2024年
- 劇団虚幻癖 第21回本公演『SISTER ZERO』(1月17日  - 21日、萬劇場) - ロビン 役
- スプリングマン 舞台『九十九想太の生活』（2月28日 - 3月3日、シアター・アルファ東京） - 七瀬 役[25]
- 劇団バルスキッチン第33回公演『どぎまぎメモリアル ∼まぎまぎブルーver.∼』(3月27日 - 3月31日、バルスタジオ) - 斉藤康介 役
- ミュージカル『忍たま乱太郎 第14弾 五年生！対六年生！～お宝を探し出せ！！〜』(5月17日 - 6月2日、東京ドームシティシアターGロッソ / 6月8日 - 9日、愛知県幸田町民会館) - 久々知 兵助 役 [26][27]
- 東京印公演 vol.26『「雨月」UGETSU ～悪魔の証明～』(7月24日-28日、ザ・ポケット) - 陸久 役[28]
- ミュージカル『忍たま乱太郎 第14弾再演 五年生！対六年生！～お宝を探し出せ！！〜』(10月19日 - 11月4日、東京ドームシティシアターGロッソ / 11月9日 - 12日、COOL JAPAN PARK OSAKATTホール) - 久々知 兵助 役[29][30]
- 劇団わ『GORILLA 〜ヒューマノイドホライズン〜』(11月27日-12月1日、中目黒キンケロ・シアター) - ショーン 役
- Route Theater Vol.2『Diary』（12月18日 - 22日、Route Theater）- ケンゴ 役[31][32]

2025年
- ミュージカル『忍たま乱太郎 第14弾「忍術学園 学園祭」』（1月17日 - 19日、森ノ宮ピロティホール / 1月24日 - 26日、TACHIKAWA STAGE GARDEN）-  久々知兵助 役[33][34]
- ミュージカル忍たま乱太郎『五年生単独ライブ ～どうやら本当にやるらしい～』(2月7日-8日、KT Zepp Yokohama) - 久々知兵助 役[35]
- ポップンマッシュルームチキン野郎「R老人の終末の御予定」（3月6日 - 11日、すみだパークシアター倉）- ミック 役[36]
- 舞台『あの空はキミの中 〜Play ball, never cry!〜』（4月4日 - 7日、吉祥寺シアター） - 伊藤瑞記 役[37]
- 東京印vol.27『THEATER ～君に会いたい～』（4月30日 - 5月4日、中野ザ・ポケット）- サトル 役[38]
- NLT stage 四週連続公演第一弾『稔』（5月28日 - 6月1日、Route Theater）- W主演・霧島稔 役
- TEAM SSI『SAKURA CATS』（6月25日 - 29日、すみだパークシアター倉）- 間瀬大輔、ジョージ、人１号 役
- 久下恭平プロデュース『なるべく派手な服を着る』（7月25日 - 28日、吉祥寺シアター）- 久里賢 役
- 山木久下マブダチ企画 第一回公演『あの日』（8月20日 - 24日、下北沢OFF･OFFシアター、作・演出 : 長戸勝彦）
- 劇団虚幻癖 第23回本公演『カミイヌ』（9月11日 - 15日、中野ザ・ポケット）- 主演
- 劇団わ『バック・トゥ・ザ・君の笑顔 〜妖となれば思い出すこと多くなりぬ〜』（11月26日 - 30日、中目黒キンケロ・シアター）- W主演

### Web配信
- 『ミュージカル「忍たま乱太郎」オンライン忍務はじめます！～6月6日の段～』（2020年6月6日、ニコニコ生放送にて生配信）[39]
- 配信作品 『curfew』（2020年6月16日 - 6月30日 ※vimeoにて期間限定配信）
- ONLINE STAGE『笑うBARへようこそ』（2020年9月19日 - 22日、BAR Yoidore）-ジャクソン 役
- ミュージカル「忍たま乱太郎」×「チコちゃんといっしょに課外授業」 ～千田嘉博先生×忍たまのオンライン二条城めぐりツアーの段～ (2021年2月23日) - 久々知兵助 役[40]
- De-LIGHTプロデュース配信公演『オサエロ』（2021年7月17日 - 19日）- W主演・浅井勝彦 役
- YouTube背神ドラマ『ネット怪談×百物語』シーズン9(81話～90話) (2021年7月17日 - 8月28日) - ザ・駅前広場 役
- ミュージカル「忍たま乱太郎」第14弾 再演 「五年生！対 六年生！～お宝を探し出せ！！～」上演記念ニコ生特番（2024年10月5日、ニコニコ生放送にて生配信）
- 『GAKUなしBrother's』第59回（2025年2月20日、CASTSIZECHANNEL） ゲスト参加 - 出演者（鷲尾修斗、輝山立、山木透）

### CM
- 株式会社コロプラ・『白猫テニス』“白熱バトル”篇（2015年）

### ラジオ
- NHK-FM NHKラジオドラマ『ものがたる機会』（2020年）- リベル 役
- NHK-FM NHKラジオドラマ『春に散る』（2021年）- 省吾 役

### モデル
- 戦う役者100人展（2020年12月22日 - 12月27日、渋谷ギャラリールデコ）

### 雑誌
- キャストサイズVol.17（2017年6月23日発行）
- キャストサイズVol.18（2017年11月30日発行）

### イベント
2016年
- 『2.5フェス(仮)』（2016年12月3日）- 忍術学園五年生（佐藤智広、山木透、吉田翔吾、久下恭平、栗原大河）

2017年
- CASTSIZE SPECIAL TALK LIVE（2017年2月26日、渋谷eggman） - 出演者（山木透、佐藤智広、吉田翔吾、久下恭平、栗原大河）
- 「忍ミュ」春のファン感謝祭 ～素顔の五年生全員集合!の段～（2017年4月6日 - 7日、品川クラブeX）
- 2017 キャスト祭ズ Vol.2（2017年5月13日、晴海客船ターミナルホール）
- 久下恭平&山木透 ～一緒に♡バスツアー!～ in 鬼怒川 (2017年5月20日 - 21日)
- スマチャレ!!第5弾『スマチャレ!!山木透vs吉田翔吾』リアル対決イベント（2017年10月21日）
- 山木透2018カレンダー発売記念イベント(2017年11月12日、シダックスカルチャーホールA)

2018年
- J-CULTURE FEST／にっぽん・和心・初詣NINJA ～心・技・体～（2018年1月2日、東京国際フォーラム） - ミュージカル忍たま乱太郎[41]
- 『カンパニー』DVD発売記念イベント (2018年4月5日、日仏会館ホール)
- 「忍ミュ｣春のファン感謝祭2018～素顔の五年生全員集合！の段～（2018年4月17日、愛知 : 名古屋市芸術創造センター・18日、京都 : 京都テルサ テルサホール・19日、兵庫 : 神戸市立灘区民ホール 大ホール・20日、大阪 : 大阪府立男女共同参画・青少年センター・24日、新潟 : 新潟市民プラザ・26日、宮城 : トークネットホール仙台 小ホール・28日、福島 : とうほう・みんなの文化センター 小ホール・5月12日 - 13日、東京 : シアターGロッソ）[42]
- 久下恭平&山木透 ～一緒に♡バスツアー!～ in群馬 (2018年5月19日 - 20日)
- 『久下恭平＆山木透2人だけの！初めてのトークSHOW☆サービス満載☆』 (2018年7月7日)
- 『山木透の人生初クリスマスイベント★ 』(2018年12月24日)

2019年
- ミュージカル「忍たま乱太郎」Blu-ray応援上映会「舞台挨拶回」(2019年3月24日、シネマサンシャイン池袋) - 出演者 (吉田翔吾、佐藤智広、山木透、秋沢健太朗、寺本翔悟、高橋光)[43]
- 『久下恭平&山木透 ～一緒に♡バスツアー!～ in長野 』(2019年6月15日 - 16日）
- スピンオフ 朗読劇 A novel of Battrhythm Stage（2019年6月27日） - ジン 役
- 『あさステ！』サプライズゲスト（2019年7月18日）
- ボーイズトーク＆インプロ番組 『ぺあぺあ』(2019年8月19日）
- 『久下恭平＆山木透 バスツアー振り返りトークイベント2019 ★DVDお渡し会あるよ★』(2019年9月7日、関内ホール 大ホール)
- 『山木透 2020年カレンダーお渡し会』(2019年12月7日、Z会御茶ノ水ビル)

2020年
- 『山木透（人生初！）バースデーイベント』(2020年1月25日、R'sアートコート)
- 『渡辺和貴×反橋宗一郎 遅れてやってきたバースデーイベント』第一部 【カズ茶～のんびりの会～】ゲスト（2020年11月8日、グレースバリ新宿本店）
- 『おぴスマスイブ』（2020年12月24日、TACCS1179）

2021年
- ミュージカル「忍たま乱太郎」×「チコちゃんといっしょに課外授業」 ～千田嘉博先生×忍たまのオンライン二条城めぐりツアーの段～ (2021年2月23日) - 久々知兵助 役

2022年
- 『山木透 の”ちょっと遅い”27thバースデーイベント』（2022年2月27日、中野サンプラザ13Fコスモルー）
- 『久下恭平&山木透 ～一緒に♡バスツアー!～ in伊東温泉』（2022年11月5日 - 6日）
- 山木透DVD『透徹』お渡し会（2022年10月15日）、オンラインイベント（2022年10月22日）
- 『おぴスマスイブ2022』（2022年12月24日）

2023年
- 『山木透の28歳バースデーイベント』（2023年2月25日）
- 『佐藤智広デビュー10周年記念生誕祭〜Memory〜』（2023年4月30日、浅草 オカオカ本舗）- 【2部】ゲスト
- そりパ vol.37〜横浜出張編〜 第一部ゲスト（2023年10月29日、グレースバリ横浜関内店）
- 『久下恭平＆山木透　～一緒に☆温泉ツアー！vol.5～in熱海』（2023年11月4日 - 5日）
- かず茶vol.11 2023年忘年会スペシャル 【第2部】ゲスト(2023年12月27日、原宿ストロボカフェ)

2024年
- 『ありがとう20代 TBT~とーる ばーすでー たいむ~』(2024年1月27日、原宿ストロボカフェ)
- ミュージカル忍たま乱太郎 第14弾直前！ファンミーティングの弾！(2024年3月4日 - 5日、東京ドームシティシアターGロッソ) - 久々知兵助役
- 吉田翔吾FAN MEETING『GREEN』（2024年6月23日、神田racine） 1部ゲスト
- Fillイベ！vol.5 鷲尾修斗のおしゃべり１本勝負！コラボSP~夏祭り~2Days-【第3部】ゲスト(2024年8月10日-ZEAL THEATER TOKYO)
- 『TET〜とーる えんじょい たいむ〜』(2024年8月17日、ブルースクエア四谷)
- 『タイマンそりパ』【第3部】ゲスト(2024年8月31日、AZABU balloon)
- 『かず茶 vol.13』【第2部】ゲスト(2024年9月14日、THE BAGUS PLACE)
- 『第5回ミュージカルで表現する忍たま乱太郎の世界 in 青山』(2024年11月21日、NHK文化センター青山教室)[44]
- 『あらイベ！！vol.3 〜birthday celebration』【第2部】ゲスト(2024年12月14日、ZEAL THEATER SHINJUKU)

2025年
- 山木透バースデーイベント『TBT〜憧れの30代突入〜』（2025年2月15日、シアターマーキュリー新宿）
- Wineeeeeeees!『俳優と芸人のコラボ！新感覚のカジノ風イベントvol.2』（2025年6月14日、雷5656会館ときわホール）
- かず茶vol.14『〜明日は七夕ですね。僕の願いは何ですか？〜』（2025年7月6日、THE BAGUS PLACE）
- 小笠原健バースデーイベント『小笠原健39祭 〜ありがとう祭り〜』（2025年7月13日、赤坂πTOKYO）
- 輝山立バースデーイベント『RYU KIYAMA 33rd BIRTHDAY EVENT 〜sunsunりゅうフェス2025〜』（2025年9月27日、秋葉原ハンドレッド2）- 2部ゲスト
- 久下恭平＆山木透 ～絶景と癒し♡温泉ツアー！vol.6～ in千葉（2025年10月4日 - 5日）